# Menoboy
Menoboy est un studio de pornographie gay français créé en 2003 par Ludovic Peltier.

## Histoire
Ludovic Peltier crée un site personnel intitulé Menoboy en 2003, et sort Un désir d'amateur la même année,. Les années suivantes, le site propose peu à peu des vidéos avec plusieurs acteurs amateurs et la réalisation se professionnalise. En 2008, le studio signe un accord de distribution avec la firme américaine NakedSword.
Le studio produit des vidéos filmées sur le mode de la téléréalité comme Vis ma coloc. Parallèlement, sortent des réalisations plus ambitieuses comme Incarcération en 2011, Le Riad en 2012 et Indic en 2013, tous trois primés.
Malgré ces succès, le studio fait une pause en 2017 en raison de difficultés logistiques, et reste inactif pendant deux ans, jusqu'à ce que le réalisateur et producteur Ludovic Peltier annonce en mars 2019 la reprise d'activité de Menoboy,.
Il se lance alors dans la production de séries, entre autres La Manif inspirée du mouvement des gilets jaunes, et La Casa de sexo, parodie de la série La casa de papel.

## Filmographie
- Pur Plaisir, 2006
- Plans Baises, 2007
- P'tite Frappe, 2007
- Prison Mecs - Saison 1, 2007
- Prison Mecs - Saison 2, 2008
- Notre Secret, 2008
- Dérapages, 2008
- Costumes 3 Pièces, 2009
- Flag (Dérapages 2), 2009
- En Cas d'Urgence, 2009
- Sapeurs Pompiers, 2009
- P'tite Frappe 2, 2009
- Plans Directs (sans prise de tête), 2010
- Spank, 2010
- Centre de jeunesse, 2011
- Incarcération, 2011
- 1 Heure de colle, 2012
- A fond les formes !, 2012
- Le Riad, 2012
- On y va..., 2013
- Indic, 2013
- BaXstage, les coulisses SEX de l'Indic, 2013
- Diego & co, 2013
- Les Grimpeurs, 2014
- Topher!, 2015
- Inconscients, 2016
- Plaisir charnel, 2017

## Télé-réalité
- La Maison des P'tites Frappes, 2009
- Vis ma Coloc, 2010

- Zhoom, 2010
- Vis ma Coloc 2, 2011
- Vis ma Coloc 3, 2012
- Vis ma Coloc 4, 2013

## Séries
- La Manif, 2018-2019
- Après la glisse, 2020
- La Casa de sexo, 2020

## Récompenses
- PinkX Gay Video Awards 2012 : meilleur film français pour Incarcération[7]
- PinkX Gay Video Awards 2013 : meilleur film français pour Le Riad[7]
- PinkX Gay Video Awards 2014 : meilleur film français pour Indic[7]